# 福岡アイランドシティ
福岡アイランドシティ（ふくおかアイランドシティ）は、福岡県福岡市東区の博多湾に建設された人工島。

## 概要

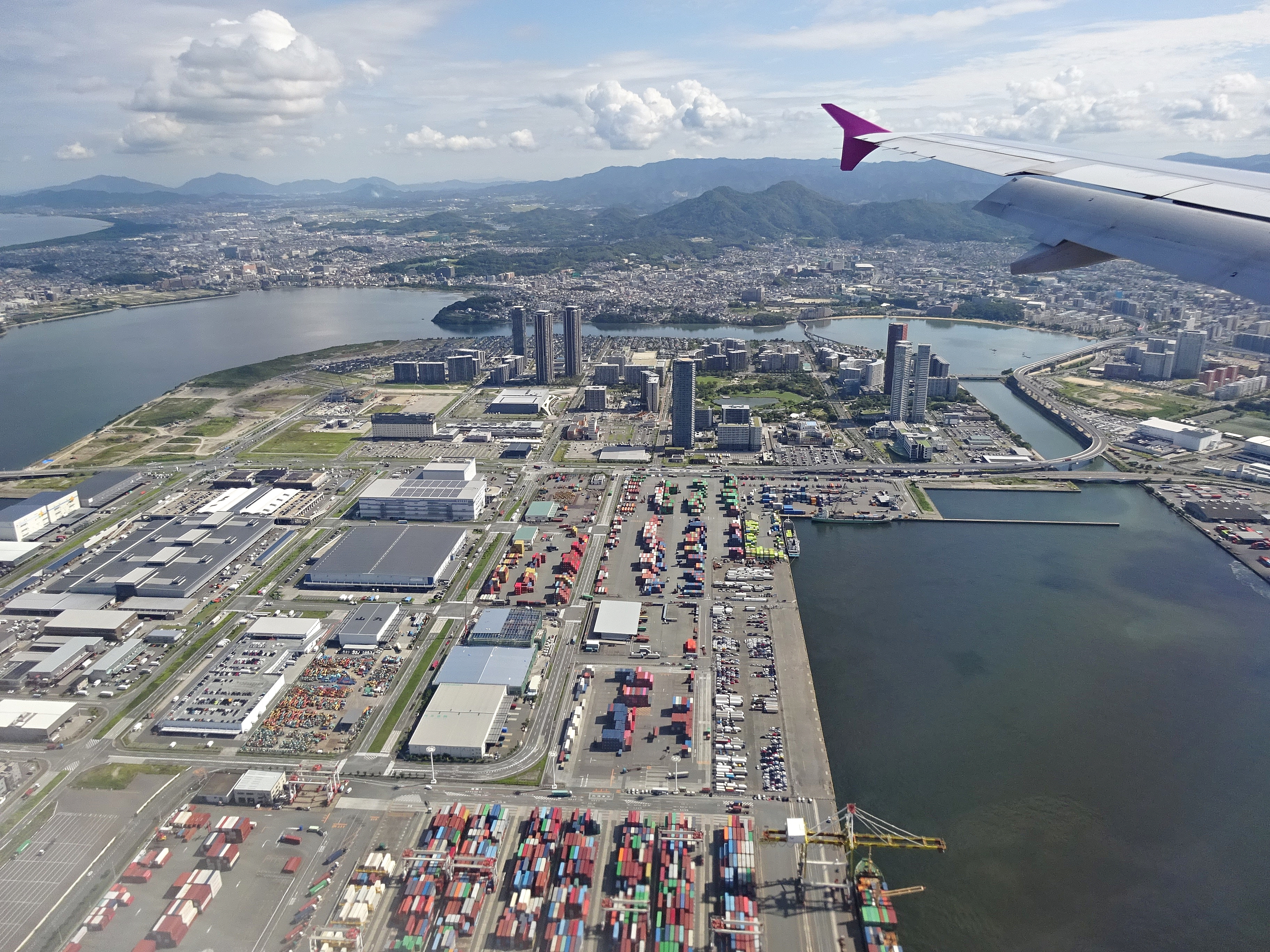
福岡アイランドシティを空撮（2023年）

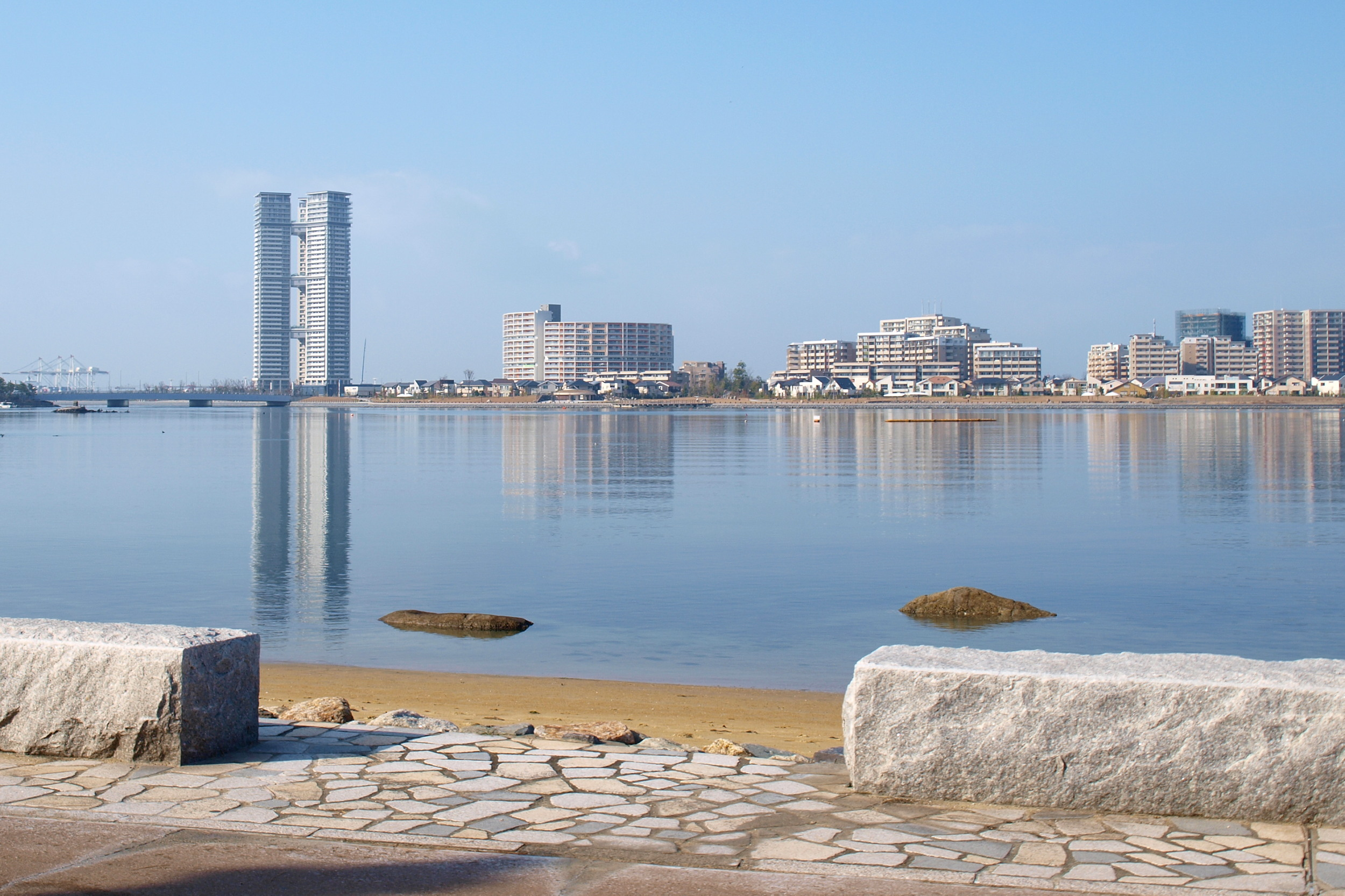
御島崎海岸より福岡アイランドシティを望む

博多港の機能強化のために国（国土交通省九州地方整備局）が行った航路浚渫で発生した土を用いて、香椎地区と海の中道に挟まれた博多湾を埋め立てて建設された人工島である。福岡市と、福岡市の参画する第三セクターである博多港開発が事業主体となり、1994年（平成6年）に着手、2019年現在も整備が続けられている。総事業費は3,940億円で、国が704億円を拠出して航路と大型岸壁を整備、博多港開発が645億円を拠出して住宅用地と産業集積用地の埋め立て事業を担い、福岡市が国庫補助事業と起債事業を合わせて2,591億円を拠出して残りの整備を行う。完成時の総面積は401.3ha。
本土とは、南側の香椎浜ふ頭地区とは香椎アイランドブリッジおよび御島かたらい橋で、北側の雁ノ巣地区とは海の中道大橋で結ばれ、アイランドシティを介して福岡市中心部と海の中道をショートカットする役割も有している。島内を南北に横切る臨港道路アイランドシティ1号線を挟んで、東側約191.8haが「まちづくりエリア」（香椎照葉地区）、西側約209.5haが「みなとづくりエリア」（みなと香椎地区）となっている。まちづくりエリアは住宅地と産業用地および公園などとする予定で、2019年現在約9,000人が居住している。みなとづくりエリアは主に埠頭用地と港湾関連用地として使用され、福岡市青果市場（ベジフルスタジアム）が整備された。福岡市立こども病院も中央区唐人町から移転開業した。
このエリアは福岡空港から比較的離れており航空法に基づく高さ制限（制限表面）が都心部より緩和されているため、高層マンションの建設ラッシュとなっており、2020年までに既存の2棟に合わせ、新たに150m級の6棟が完成または着工する予定である。
福岡市によれば2022年の8月に博多湾の人工島の土地が完売し、総事業収支が152億円の黒字に終わったと発表されている。

## 施設
- アイランドアイ
- アイランドシティ中央公園
  - 修景池
  - 体験学習施設ぐりんぐりん
  - 国際交流庭園
  - 多目的広場
  - こどもの広場
  - 花木園
- 教育
  - サイバー大学
  - 福岡市立照葉小中学校
  - 福岡市立照葉北小学校
- 病院
  - 福岡市立こども病院
  - 医療法人相生会 福岡みらい病院
- 市場
  - 福岡市中央卸売市場
- 超高層マンション
  - アイランドタワースカイクラブ
  - アイタワー
  - センターマークスタワー
  - 照葉ザ・タワー
  - アイランドシティオーシャン&フォレストタワーレジデンス
- その他
  - 照葉積水ハウスアリーナ
  - ドナルド・マクドナルド・ハウス
  - 照葉スパリゾート

## 歴史
- 1989年7月：博多港港湾計画の改訂により、干潟の埋め立てを人工島形式に変更。
- 1994年4月：埋め立て免許取得。
- 7月：工事着工。
- 2002年10月：関連道路の一部供用開始。
- 2003年9月：国際コンテナターミナルのうちC1ターミナルの供用開始。
- 11月：博多 - 上海高速貨物船就航。
- 2004年：博多港開発2工区の埋立てが市に譲渡され、市5工区として引き継ぐ。
- 2005年9月9日 - 11月20日：第22回全国都市緑化ふくおかフェア（通称・アイランド花どんたく）開催。
- 12月：まちづくりエリア「照葉のまち」の住居で入居開始。
- 2007年4月：市立照葉小学校開校。サイバー大学開校。アイランドシティ中央公園開園。
- 2008年4月：市立照葉中学校開校。照葉小学校との施設一体型小中連携教育校となる。
- 10月：国際コンテナターミナルのC2ターミナルが供用開始。
- 2009年7月：照葉公民館、老人いこいの家が開館
- 2010年3月：自専道（仮称）アイランドシティ線の環境アセスメントが開始。
- 2013年7月：アイランドシティ線が都市計画決定。
- 2016年4月：アイランドシティ線が福岡都市高速6号線として事業化。
- 2021年3月：福岡都市高速アイランドシティ線が開通。

## 交通

### 鉄道
島内に駅はなく、香椎駅、千早駅などが最寄駅である。かつては西鉄貝塚線の西鉄香椎駅 - 香椎花園前駅間に新駅を設置し、そこから分岐してアイランドシティに乗り入れ、アイランドシティ内には2駅を設置する構想があり、2009年度（平成21年度）の開通を目指していたが、事実上凍結されている。西鉄貝塚線を経由して福岡市地下鉄箱崎線に乗り入れ、福岡市の中心市街地である天神方面に向かう構想もあった。

### 道路
道路ネットワークと今後の整備予定については、「アイランドシティへの交通アクセス」を参照のこと。
福岡市東区香椎浜よりアイランドシティを経由して海の中道の雁ノ巣へと通じる「臨港道路アイランドシティ1号線」「都市計画道路海の中道アイランド線」が2002年10月26日に開通した。南側対岸の香椎浜地区との間には「香椎アイランドブリッジ」と「御島かたらい橋」の2つの橋梁が、北側対岸の雁ノ巣地区との間には「海の中道大橋」が開通している。この道路は福岡市都心部から海の中道・志賀島への短絡経路であり、この開通により週末に海の中道へ向かうレジャー客による和白周辺の渋滞が緩和された。また、アイランドシティ経由で海の中道へ向かうバス路線が開通した。
アイランドシティ東部と東区香住ヶ丘とをつなぐ、歩行者と自転車専用の遊歩道のあいたか橋が2013年3月3日に開通した。
また、福岡都市高速道路であるアイランドシティ線が建設された。延長は約2.5 km、第2種第2級の4車線、高架式、設計速度は60km/hである。総事業費は292億円。2016年度に事業化され、2021年3月27日開通した。

### バス
島内には西鉄バスが乗り入れており、大きく分けて「都市高速経由天神・博多駅方面」「県庁経由博多駅方面」「千早駅方面」「雁の巣・西戸崎・奈多方面」に路線バスが運行されている。また、オンデマンドバス「のるーと」が周辺地で運行されており、島内各所と千早駅、イオンモール香椎浜、御幸町に停留所が設置されている。
2019年3月16日に香椎浜自動車営業所と新宮自動車営業所を統合し、福岡アイランドシティ内にアイランドシティ自動車営業所を新設。なお、運行上の拠点は営業所最寄りの「香椎照葉五丁目（もしくは香椎照葉センターマークス前）」バス停ではなく、福岡みらい病院そば（香椎照葉3丁目）の「アイランドシティ照葉」バス停となる（一部香椎照葉センターマークス前発着便あり）。
島内のバス停は以下の通り。
- アイランドシティ中央公園前（1-2番、22I、29I、230番以外停車）
- 照葉小中学校前（1-2番、22I、29I、230番以外停車）
- 照葉北小学校前（1-2番、22I、29I、230番以外停車）
- 福岡市総合体育館（1-2番、22I、29I、230番以外停車）
- 福岡市総合体育館西（1-2番、22I、29I、230番のみ停車）
- アイランドアイ前（雁ノ巣方面の路線と1-2番、230番のみ停車）
- ベジフルスタジアム前（雁ノ巣方面の路線と1-2番、230番のみ停車）
- みなと香椎第一（1-2番、230番のみ停車）
- みなと香椎第二（1-2番、230番のみ停車）
- みなと香椎第三（1-2番、230番のみ停車）
- 香椎照葉五丁目（雁ノ巣方面の路線以外停車）
- 香椎照葉センターマークス前（香椎照葉センターマークス前発着路線のみ停車）
- こども病院（一部時間は通過）
- アイランドシティ照葉（アイランドシティ照葉発着路線のみ停車）

島内からは以下のバスが利用できる。N（名島出入口経由）/B（香椎浜出入口経由）/I（アイランドシティ出入口）のつく系統は福岡高速道路（都市高速）経由。
- ■ 1・快速1・1−2・快速1−2
  - アイランドシティ照葉 - アイランドシティ中央公園前 - 千早駅前
- ■ 2
  - 香椎照葉五丁目 - アイランドシティ中央公園前 - 千早駅前 - 土井営業所
- ■ 21B
  - 西鉄三苫駅／和白方面 - 奈多 - 雁の巣レクリエーションセンター - ベジフルスタジアム前 - アイランドシティ中央公園前 - （都市高速経由）天神
- ■ 22B・22N・特快22N・22T・特快22T・22I
  - アイランドシティ照葉／香椎照葉センターマークス前 - アイランドシティ中央公園前 - （都市高速経由）天神 - 大濠公園
- ■ 25B・
  - 大岳 - 西戸崎駅前 - 雁の巣レクリエーションセンター - ベジフルスタジアム前 - アイランドシティ中央公園前 - （都市高速経由）天神
- ■ 29・29N・29I
  - アイランドシティ照葉／香椎照葉センターマークス前 - アイランドシティ中央公園前 - 呉服町 - 博多バスターミナル
- ■ 230
  - こども病院 - ベジフルスタジアム前 - （都市高速経由）天神
- ■ 直行
  - アイランドシティ照葉→アイランドシティ中央公園前→（都市高速経由）天神方面
- ■ BRT直行
  - 香椎照葉センターマークス前→アイランドシティ中央公園前→（都市高速経由）天神方面

### 港湾

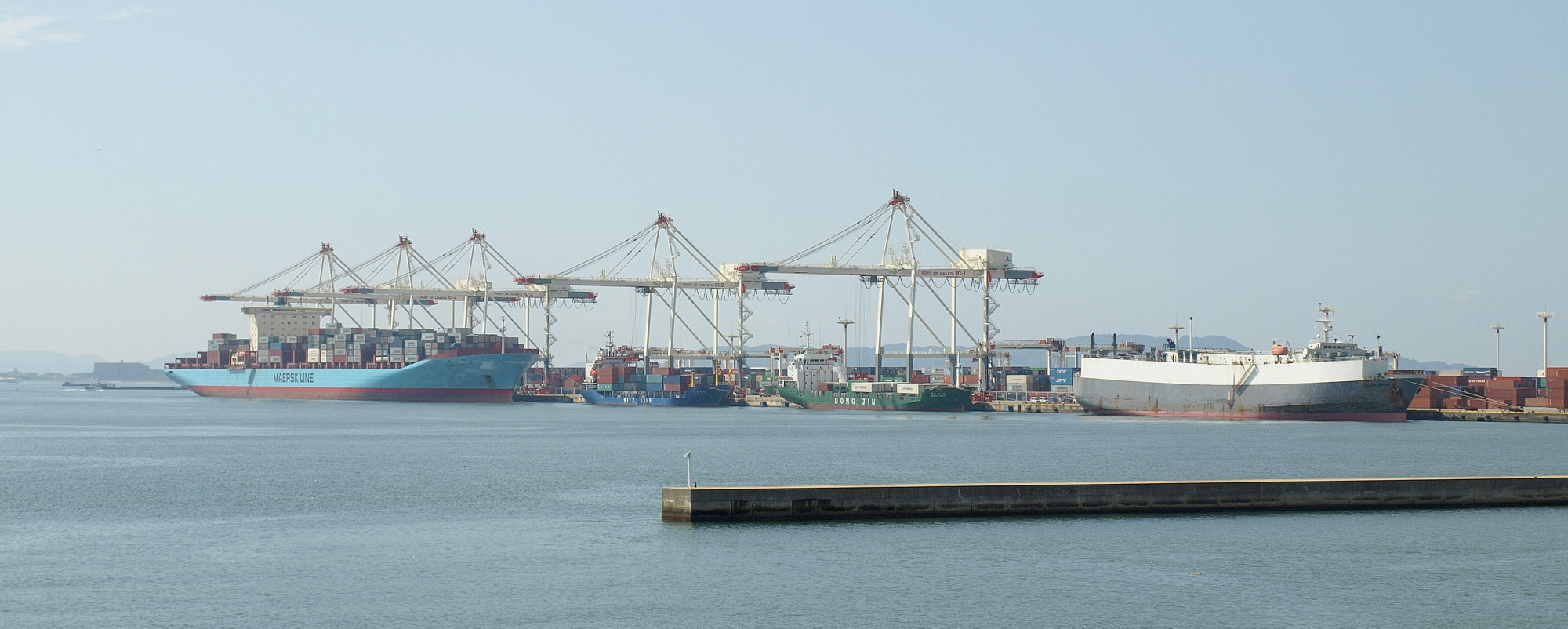
みなとづくりエリアの港湾施設

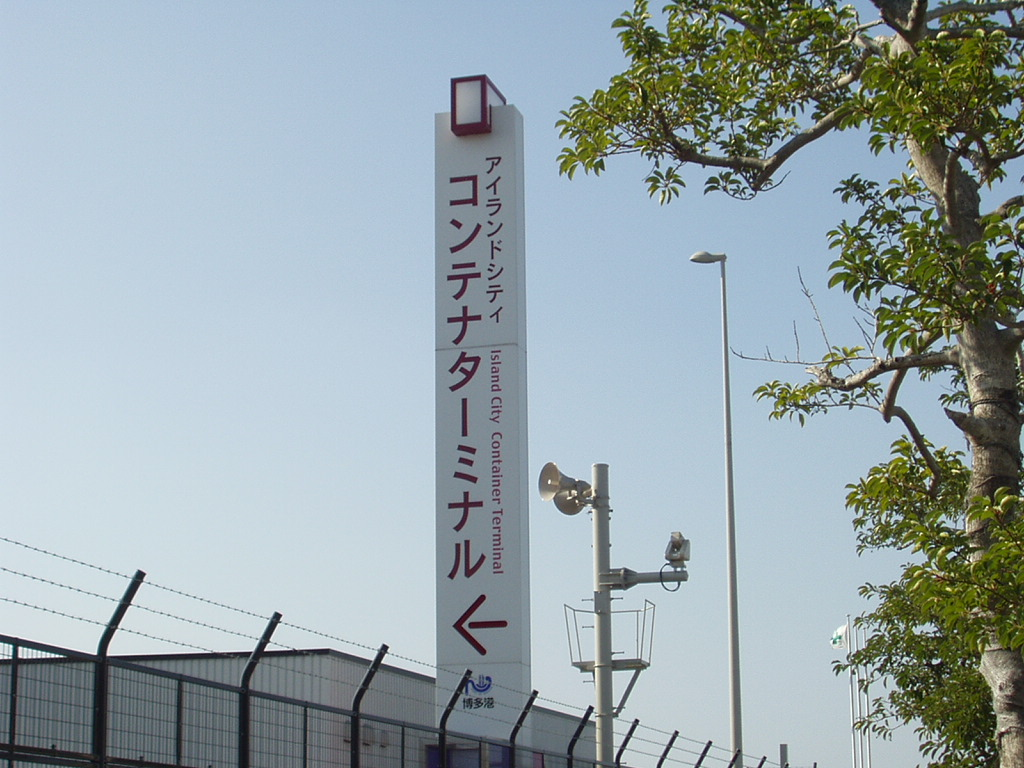
博多港アイランドシティCTの標識。2005年11月12日撮影。

埠頭は、香椎パークポートの対岸に当たる、みなとづくりエリアの南側にある。現在以下の施設が供用されている。
- 国際コンテナターミナル
  - C1ターミナル（-14メートル）1バース、延長：330メートル
  - C2ターミナル（-15メートル）1バース、延長：350メートル
- 外国貿易ターミナル（-11メートル）1バース、延長：190メートル
- 国内貿易ターミナル（-7.5メートル）4バース、延長：130メートル×4

また、以下の係留施設が建設中である。
- 国際コンテナターミナル（Dターミナル）（-15メートル）1バース、延長：350メートル

国際コンテナターミナルの水深は神戸港以西の西日本最大級。

## 参考資料
- “アイランドシティ整備事業および市立病院統合・移転事業 検証・検討 中間報告” (PDF).   福岡市アイランドシティ事業検証・検討チーム (2007年6月14日). 2008年1月22日閲覧。
- “アイランドシティ整備事業について” (PDF). アイランドシティ整備事業および市立病院統合・移転事業 検証・検討 報告書.   福岡市アイランドシティ事業検証・検討チーム (2007年12月4日). 2008年1月22日閲覧。
- “アイランドシティ事業計画（表紙から27ページまで）” (PDF) (2009年12月22日). 2010年11月1日閲覧。
- “アイランドシティ事業計画（28ページから最終75ページまで）” (PDF) (2009年12月22日). 2010年11月1日閲覧。
- 福岡高速6号線パンフレット 福岡北九州高速道路公社
- “（仮称）アイランドシティ線 環境影響評価方法書の概要” (PDF) (2010年3月26日). 2011年6月16日閲覧。
- “アイランドシティへの自動車専用道路に関するお知らせ” (PDF) (2011年7月21日). 2011年7月30日閲覧。
- “自動車専用道路（仮称）アイランドシティ線の都市計画の原案の閲覧及び公聴会の開催について” (jpg) (2012年1月30日). 2012年2月23日閲覧。